# Stock Island (Insel)
Stock Island ist eine Insel der Florida Keys.
Die Insel ist etwa 3,5 km lang und 1,3 km breit. Die Fläche beträgt 3,67 km², und die Einwohnerzahl 5386 (Volkszählung 2000). Sie liegt unmittelbar östlich der Insel Key West und ist von dieser durch den minimal 70 Meter breiten Chow Channel getrennt, und mit dieser über den Overseas Highway verbunden, wie der Abschnitt der U.S. Highways 1 hier heißt. 200 Meter östlich liegt die Insel Racoon Key (besser bekannt als Key Haven), mit der sie ebenfalls über den Overseas Highway verbunden ist. Weiter östlich liegt der große Boca Chica Key mit der Naval Air Station Key West.
Der Teil der Insel nördlich des Overseas Highways mit einer Fläche von 1,52 km² und 977 Einwohnern ist Teil der Stadt Key West. Der südliche Teil mit 2,15 km² und 4410 Einwohnern ist ein census-designated place namens Stock Island im Monroe County (zu diesem Gebiet wird auch die kleine unbewohnte Insel Cow Key unmittelbar südwestlich der Insel Stock Key gerechnet).